# Hopton-on-Sea
Hopton-on-Sea – wieś w Anglii, w hrabstwie Norfolk, w dystrykcie Great Yarmouth. Leży 32 km na wschód od Norwich i 172 km na północny wschód od Londynu.
Miejscowość liczy 2706 mieszkańców.